# 20-та піхотна дивізія (Третій Рейх)
20-та піхотна дивізія (Третій Рейх) (нім. 20. Infanterie-Division) — піхотна дивізія Вермахту за часів Другої світової війни. Наприкінці 1937 переформована на 20-ту моторизовану дивізію.

## Історія
20-та піхотна дивізія була створена 1 жовтня 1934 в Гамбурзі в 10-му військовому окрузі (нім. Wehrkreis X) в ході 1-ї хвилі мобілізації.

## Райони бойових дій
- Німеччина (жовтень 1934 — вересень 1939);

## Командування

### Командири
- генерал-лейтенант Максиміліан Шванднер (нім. Maximilian Schwandner) (1 жовтня 1934 — переформування).